# Eddie O'Sullivan
Eddie O'Sullivan (Youghal, 21 de noviembre de 1958) es un profesor, exrugbista y entrenador irlandés que se desempeñaba como apertura. Dirigió al XV del Trébol en los años 2000 y a las Águilas.

## Biografía
Se crio en el Condado de Cork y se recibió de licenciado en ciencias de la educación por la Universidad de Limerick.
Jugó para el Garryowen Football Club durante los años 1980 de apertura y ocasionalmente como wing, mientras enseñaba educación física, matemáticas y ciencias en Mount Bellew, una localidad de la provincia de Connacht.
Entre 1983 y 1986 jugó para el Munster Rugby y en 1984 fue internacional con los Ireland Wolfhounds.

## Carrera

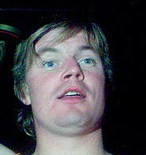
O'Sullivan entrenó a Brian O'Driscoll desde juvenil.

Comenzó su carrera como entrenador en el Monivea Rugby Club, un equipo al noreste de Galway, a principios de los años 1990 y siendo profesor, fue entrenador en Blackrock College. Su talento le permitió ser asistente en Connacht Rugby y en 1994 fue nombrado entrenador en jefe.
A mediados de la década fue elegido técnico de la selección juvenil irlandesa (M21) y con ella obtuvo la Triple Corona de 1996, venciendo a la Inglaterra de Clive Woodward.
De 1997 a 1999 dirigió al Buccaneers Rugby Club de Connacht, ganando el ascenso de la División 3 a la División 1 de la All-Ireland League y alcanzó el Top 4 del torneo en su 1ª temporada en la División 1.

### Estados Unidos
Después de obtener un puesto como asistente del XV del Trébol, para el entrenador inglés Brian Ashton, se mudó a los Estados Unidos y trabajó para USA Rugby como asesor de desarrollo. Allí desarrolló e impartió el Programa de Educación de Entrenadores de Rugby de USA, que certifica a los entrenadores en Fundación, Nivel I, Nivel II y Nivel III.
El australiano Duncan Hall, técnico de la selección americana, lo eligió su asistente como entrenador de forwards y lo llevó a la Copa Mundial de Gales 1999.

## Irlanda

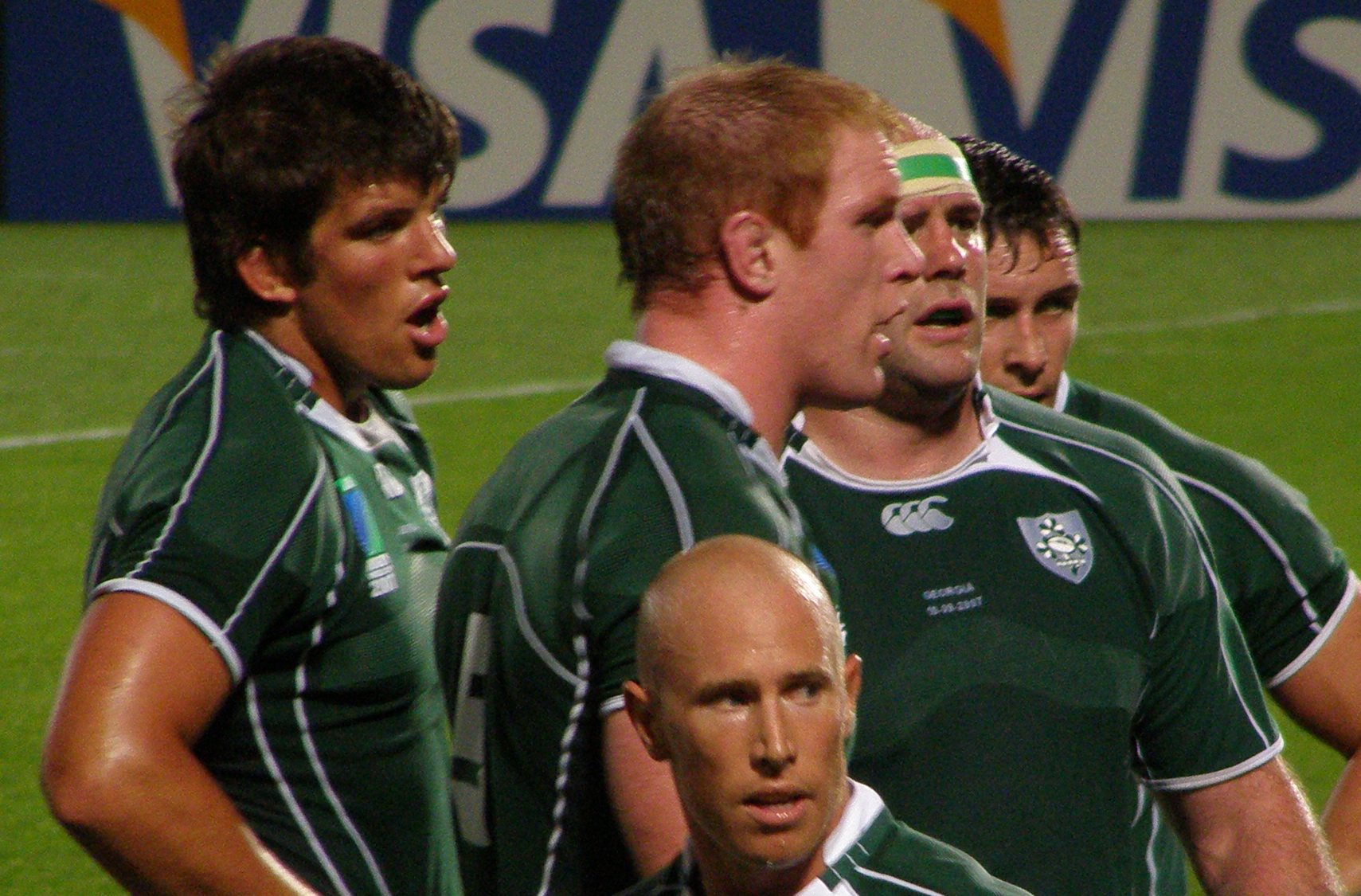
Irlanda en la Copa del Mundo de 2007.

Entre 1988 y 1992 trabajó como oficial de desarrollo para la Unión de Rugby Fútbol de Irlanda, se desempeñó como asesor de acondicionamiento físico y colaboró para el entrenador en jefe de la selección: Ciaran Fitzgerald.
Regresó a la IRFU en 1999 cuando el técnico de la selección, el neozelandés Warren Gatland, lo eligió su asistente como entrenador de los backs. Durante su tiempo como entrenador asistente se le atribuyó el avance considerable del juego de los 3/4, mientras trabajaba con jugadores como Peter Stringer, Ronan O'Gara, Brian O'Driscoll y Denis Hickie.

### Entrenador en jefe
En 2001 fue nombrado entrenador en jefe tras la polémica salida de Warren Gatland. En su primer año, Irlanda terminó en tercer lugar en el Torneo de las Seis Naciones 2002. Logró el segundo lugar en 2003, solo perdiendo el Grand Slam en el partido final contra Inglaterra. En la Copa Mundial de Australia 2003 su equipo perdió ante Francia en los cuartos de final.
Irlanda nuevamente se perdió en el Campeonato de las Seis Naciones de 2004, perdiendo el Grand Slam ante Francia esta vez, pero ganó la primera Triple Corona de Irlanda en 19 años. Durante la transición del equipo durante el 2005, el equipo de O'Sullivan terminó en tercer lugar con derrotas ante Francia y Gales. En 2006 la derrota ante Francia le costó a Irlanda el Campeonato. En 2007 de nuevo Irlanda perdió el campeonato ante Francia por diferencia de puntos. En la última jornada del torneo a pesar de derrotar fuertemente a Italia en Roma (51-24), Francia derrotó a Escocia con un polémico try en el último minuto del partido para volver a negarle a Irlanda un Campeonato de las 6 Naciones. El hecho de que los franceses jugaran más tarde en el día que Irlanda les dio la ventaja de saber exactamente qué puntaje necesitaban para asegurar el campeonato. Esto alimentó la discusión sobre los partidos que no comienzan al mismo tiempo en el último día del torneo.
En marzo de 2008 renunció a su trabajo, después de una decepcionante campaña del 6 Naciones. O'Sullivan terminó con una tasa de éxito general del 64% e Irlanda alcanzó el tercer lugar en el World Rugby Ranking en dos ocasiones, en 2003 y 2006.

### Mundial 2007
En agosto de 2007, el contrato de O'Sullivan con la IRFU se extendió por otros cuatro años, lo que significó que fue contratado para estar a cargo del Equipo de Rugby de Irlanda hasta 2012. Parte de los términos del contrato le permitieron dejar el puesto temporalmente para entrenar al equipo de los Leones de 2009, si se le ofreciera ese papel. Pronto, sin embargo, fue objeto de críticas de la prensa después de una serie de malos resultados. Irlanda tuvo malas actuaciones en los partidos inaugurales de la Copa del Mundo contra Georgia y Namibia. Anteriormente también habían tenido problemas en los partidos previos al torneo contra Italia y Escocia. Las críticas incluyeron un fracaso en inspirar pasión en el equipo y una falta de profundidad en el equipo, que se ha dicho que causó complacencia en los jugadores del primer equipo. Muchos comenzaron a ver la firma de su contrato como un movimiento prematuro. Han abundado los rumores de conflicto en los irlandeses durante el torneo, e incluso de que Geordan Murphy podría abandonar el equipo como resultado de ser expulsado del banquillo para el juego francés. Las malas actuaciones continuaron con el fracaso de Irlanda, por segunda vez en su historia, para clasificarse para las etapas de cuartos de final de la Copa del Mundo, terminando tercero en su grupo con dos victorias y dos derrotas. Después de una extensa revisión posterior a la Copa Mundial de Rugby, se estableció que, a pesar de los rumores durante el torneo, no hubo discordia entre el equipo de juego. La falta de rendimiento se identificó como un énfasis excesivo en la fuerza y el acondicionamiento antes del torneo, junto con solo 2 juegos de calentamiento previos al torneo, dejando al equipo corto de preparación para el partido.

### Rendimiento
Durante su mandato como entrenador en jefe de Irlanda, O'Sullivan ganó 3 Triple Coronas, en 2004, 2006 y 2007. Irlanda también derrotó a Australia dos veces (2002 y 2006) y Sudáfrica dos veces (2004 y 2006). Irlanda derrotó a Inglaterra en el Campeonato de las Seis Naciones durante cuatro años consecutivos (2004-2007), incluida una victoria récord (43-13) en el icónico Croke Park Stadium en 2007. O'Sullivan también entrenó a los Barbarians R.F.C. a la victoria sobre el campeón de la Copa Mundial de 2007, Sudáfrica, en noviembre de 2007.

## Estados Unidos

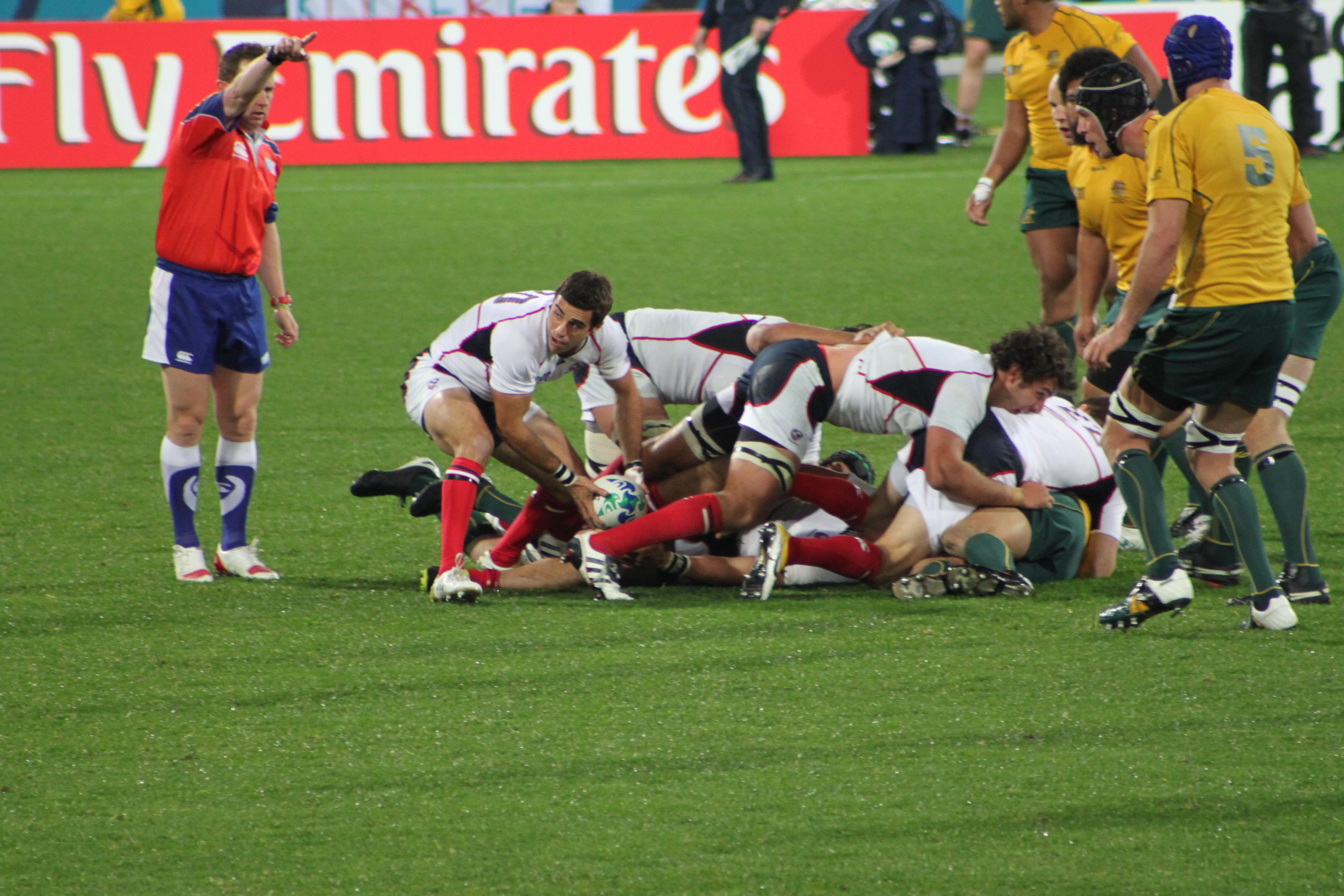
Estados Unidos en la Copa del Mundo de 2011.

En 2009 el australiano Scott Johnson renunció como entrenador de las Águilas para mudarse a los Ospreys de la entonces Liga Celta y dejó su puesto vacante. El agente de O'Sullivan informó en febrero que su representado había firmado un acuerdo que lo vería entrenar a los Estados Unidos hasta la Copa Mundial de Nueva Zelanda 2011.

## Actualidad
En mayo de 2014 fue confirmado como entrenador del equipo francés Biarritz Olympique Pays Basque, que acababa de bajar del Top 14 y ergo jugaría en la Pro D2 bajo su conducción. Renunció en octubre de 2015.
| Predecesor: Warren Gatland | Entrenador de Irlanda 2001 − 2008 | Sucesor: Declan Kidney |

| Predecesor: Scott Johnson | Entrenador de Estados Unidos 2009 − 2011 | Sucesor: Mike Tolkin |